# Phlox suksdorfii
Phlox suksdorfii là một loài thực vật có hoa trong họ Polemoniaceae. Loài này được (Brand) H. St. John miêu tả khoa học đầu tiên năm 1929.